# Ptychadena trinodis
Ptychadena trinodis és una espècie de granota que viu al Camerun, República Centreafricana, el Txad, República Democràtica del Congo, Costa d'Ivori, Gàmbia, Ghana, Guinea, Mali, Nigèria, Senegal i, possiblement també, a Benín, Burkina Faso, República del Congo, Guinea Bissau, Mauritània, Níger, Sierra Leona, el Sudan i Togo.